# Mélion
Mélion est un personnage issu d'un lai du même nom, qui se transforme en loup grâce à l'enchantement d'un anneau. 
Il demande à sa femme de le toucher ensuite avec une pierre vermeille pour qu'il redevienne un homme. La femme, infidèle, part en Irlande avec un écuyer en laissant son mari prisonnier de son corps de loup. Grâce au roi Arthur, Mélion parvient à redevenir humain.